# Manon Balletti

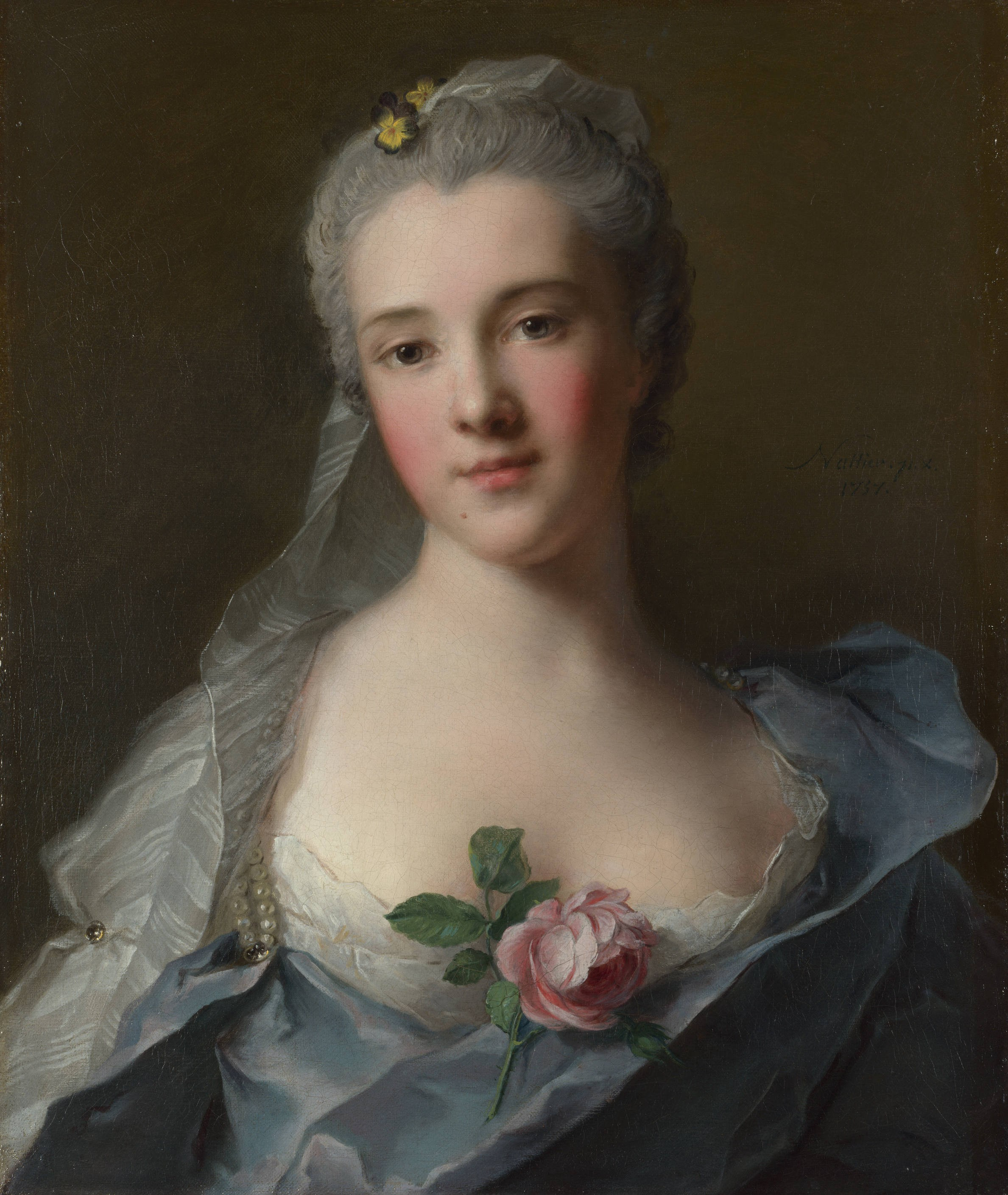
Manon Balletti im Jahr 1757, Porträt von Jean-Marc Nattier, Öl auf Leinwand, 54,5 mal 46,2 cm, National Gallery

Manon Balletti, auch Maria Maddalena Balletti bzw. Marie Madeleine, (* Anfang April (?) 1740 in Paris; † Mitte Dezember 1776 ebenda) war eine französische Schauspielerin italienischer Abstammung, die einige Zeit die Geliebte Giacomo Casanovas war, der ihr nicht nur die Ehe versprach, sondern auch entsprechende Erklärungen in Auftrag gegeben hatte. Von ihr sind 41 Briefe erhalten, die zwischen April 1757 und dem 7. Februar 1760 entstanden. 1759 heiratete sie, nachdem sie die Beziehung zu Casanova endgültig beendet hatte, da sie ihm treu blieb, während er dies nicht war, den überaus erfolgreichen Architekten Jacques-François Blondel. Die Nähe des Paares zum Pariser Hof war der Auftragsvergabe für repräsentative Bauwerke in hohem Maße förderlich.

## Leben
Als Mädchen, getauft am 4. April 1740, erhielt sie eine Ausbildung bei den Ursulinen von St. Dénis. Manon konnte rezitieren, Cembalo und Gitarre spielen, auch lernte sie Tanzen, Singen und das Schauspiel. Als sie zehn Jahre alt war, lernte sie Casanova kennen, der in ihr zu dieser Zeit ein Kind sah. Zu dieser Zeit lebte die Familie noch in der Rue des Deux-Portes. Der Venezianer war mit ihren Eltern befreundet, insbesondere mit ihrem Vater. Erst nach längerer Haft in Venedig, von wo er geflohen war, kam er 1757 erneut nach Paris.
Casanova reiste in Begleitung ihres Vaters, des Schauspielers Antonio Stefano Balletti, Sohn der Schauspieler Giuseppe (1700–1762) und Rosa-Giovanna Balletti, genannt Silvia, jener gefeierten Silvia Balletti (1701–1758). Sie, die in die Familie eingeheiratet hatte, führte Casanova in die Pariser Gesellschaft ein. Ihr widmete er in seinen Memoiren eine ausführliche Schilderung. Die knapp fünfzigjährige Schauspielerin, den „Abgott Frankreichs“, begleitete er gemeinsam mit ihrer Tochter, eben jener Manon, als diese 1758 der Schwindsucht erlag. Zu dieser Zeit lebte die Familie in der Rue du Petit-Lion-Saint-Sauveur im selben Quartier, nicht weit von der Comédie-Italienne, ihrer Wirkungsstätte.
Als Marie-Madeleine (Manon) den inzwischen knapp 32-jährigen Casanova im Alter von nicht ganz 17 Jahren, im Januar 1757, erneut kennen lernte und die beiden sich verliebten, war sie bereits dem provencalischen Musiker und Komponisten Charles-François Clément (1719–1799) versprochen, der allerdings über 20 Jahre älter war als sie. Casanova glaubte sogar, sie sei 15 Jahre alt. Von ihren etwa 200 Briefen an Casanova sind 41 erhalten geblieben, die Casanova bis zu seinem Tod auf Schloss Dux im Jahr 1798 aufbewahrte. Seine Antworten sind verloren, doch zitiert Manon gelegentlich daraus. Alles geschah in vollkommener Heimlichkeit, unter Beteuerungen ohne die wechselseitige Zärtlichkeit nicht leben zu können, während ihre Familie und deren Freunde nach neuen Heiratskandidaten suchten. Im August 1757 reiste Casanova in geheimer Mission nach Dünkirchen; so berichtete sie ihm von seinem Bruder Francesco und neuen Theaterstücken, die sie aufführten, wie etwa eine Parodie am 1. September. In Gegenwart des polnischen Königs sang sie und sie begleitete sich auf der Gitarre.
Ende des Jahres 1757 kehrte Casanova nach Paris zurück, wo er sich den überwiegenden Teil des folgenden Jahres aufhielt. Die Balletti wohnten dabei im selben Haus, in dem auch die Familie des Gründers der Opéra comique, Charles-Simon Favart, lebte. In diesem Haus, nur von Künstlern und ihren Familien bewohnt, trat auch Manon häufig auf.
Ihre Liebesbeziehung erstreckte sich insgesamt über drei Jahre, wobei ihre Briefe bis zum Sommer 1758 voller Zärtlichkeiten sind. Doch im April 1758 beklagte sie sich in einem Brief über die Art, wie er sie, obwohl er ihre Gefühle für ihn kannte, behandelte; im Juli über seine Gleichgültigkeit. Tatsächlich war Casanova in dieser Zeit sehr beschäftigt, verdiente ein Vermögen durch eine staatliche Lotterie. Auch gab er sich dem Glücksspiel hin, umwarb vermögende Frauen, allen voran Madame d’Urfé. Manon hingegen war hierin völlig unerfahren, nahm den Abschied in einem Brief vorweg. Durch das Erbe ihrer Mutter, die ja am 16. September 1758 gestorben war, war sie allerdings inzwischen materiell gut abgesichert. Auf dem Sterbebett versprach ihr Casanova, ihre Tochter zu heiraten.
Casanova entschloss sich nun, nach Holland zu gehen, um sich ein gesichertes Vermögen zu verschaffen, und Manon Balletti endlich zu heiraten – in Venedig befindet sich ein eigens aufgesetzter Nachweis vom 22. März 1759, dass er unverheiratet war. In ihren Briefen fühlte sich Manon als Casanovas Ehefrau. Gleichzeitig denkt sie an den Rückzug in ein Kloster. Bei der Testamentseröffnung erhielt sie mehrere Vormünder, doch waren ihre jüngeren Brüder Louis-Joseph und Louis-Guillaume in Wien und Stuttgart. Manon fürchtete, von den staatlichen Testamentsvollstreckern, die täglich das Haus plünderten, ihres gesamten Erbes beraubt zu werden. Derweil versuchte die Familie weiterhin, Manon zu verheiraten.
Doch ließ sich Casanova derweil auf eine weitere Frau namens Esther ein, zögerte die Ehe mit Manon Balletti immer weiter hinaus. Die Chronologie in seinen Lebenserinnerungen ist in dieser Zeit umstritten. Möglicherweise war er nicht in Holland zwischen Herbst 1757 und dem 10. Februar 1758, wie er schreibt, sondern zwischen Oktober 1758 und den ersten Tagen des folgenden Jahres. Bald nannte er Manon in einem Brief nur noch „mademoiselle“. Wie er selbst schreibt, kehrte er nicht wegen Manon nach Paris zurück, sondern weil er glaubte, nur dort glänzen zu können.
Casanova ließ sich auf eine Engländerin ein. Im September 1759 reiste er ein zweites Mal nach Holland. Bald kursierten Gerüchte, Casanova halte sich weiterhin in Paris auf, halte sich bei Manon versteckt. Sie glaubte ihm weiterhin, dass er sie nach seiner Rückkehr heiraten werde. Sie selbst nannte sich „Nena, Nenotola Ballettina“.

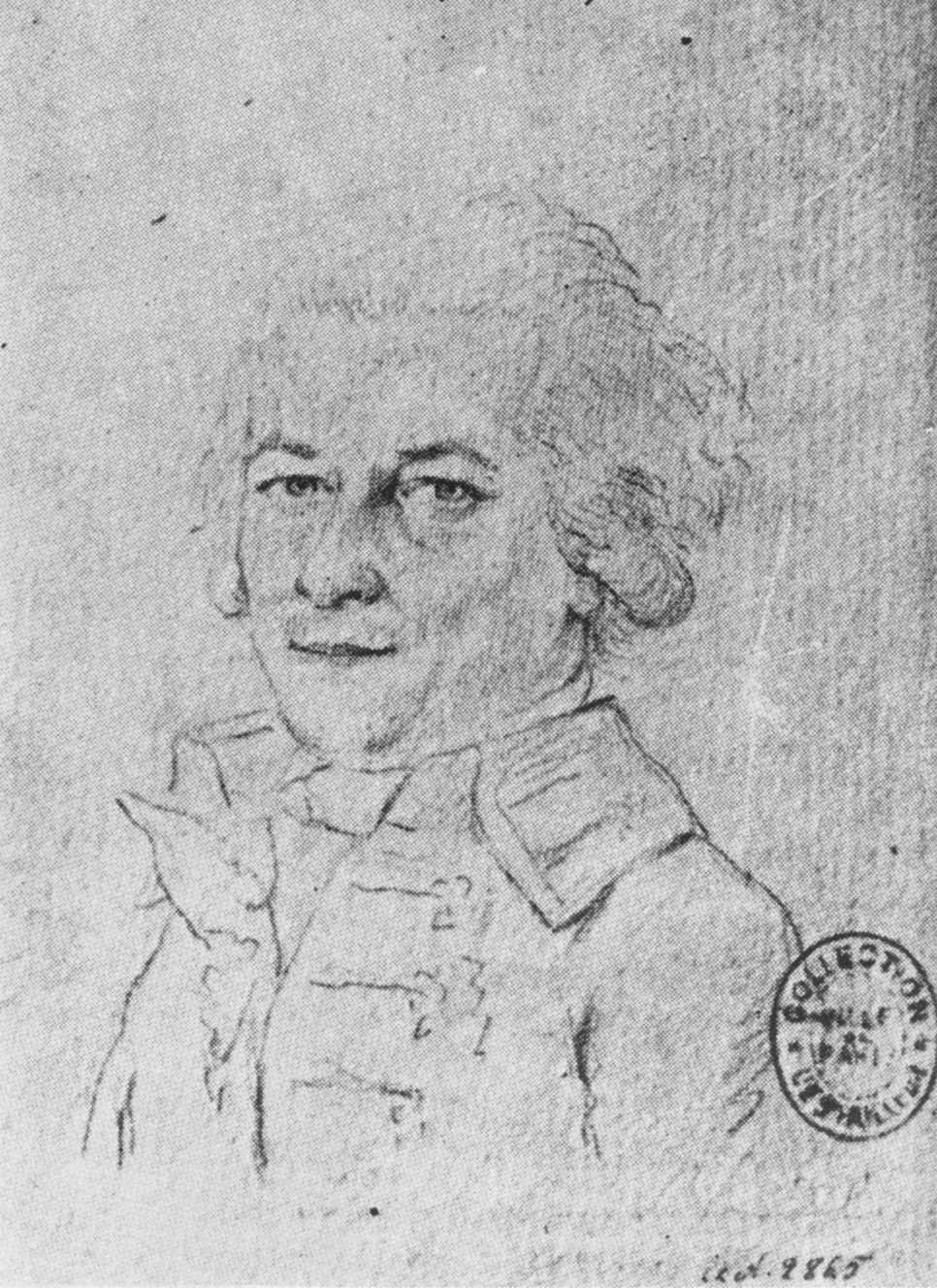
Porträtskizze des Architekten und Ehemanns von Manon Balletti ab 1760, unbekannter Künstler, um 1760, Musée Carnavalet

Ihren letzten Brief schickte sie ihm noch unter dem 7. Februar 1760, so dass es möglich erscheint, dass Casanova hier um einige Wochen zu früh datiert hat. So erhielt er von Manon diesen letzten Brief, in dem sie ihm mitteilte, sie werde den Architekten Jacques-François Blondel heiraten, was seine Eitelkeit, seine Eigenliebe, wie er in seinen Erinnerungen schreibt, verletzt habe, weniger seine Liebe, wie er sich eingeredet hatte – auch wenn er in Rage gegen den Zukünftigen geriet, den er töten wollte, gegen Vater und Bruder Manons, die ihn im Unklaren gelassen hatten. Sie bat ihn, falls sie sich begegnen würden, keinesfalls zu erkennen zu geben, dass sie sich kennen. Ihre Briefe sollte er verbrennen, sie hatte ihm seine zurückgeschickt. Sie werde alles versuchen, ihn zu vergessen. Die charmante Esther lenkte Casanova ab. Sie erfreute sich sogar an der Lektüre von Manons Briefen. Warum Casanova die Trennung von Manon zeitlich falsch einordnet, bleibt unklar, denn die Trennung kann nicht Ende 1759 stattgefunden haben. Möglicherweise hing dies mit der Verfolgung durch die französischen Strafbehörden zusammen, auch wenn sich deren Vorwürfe als haltlos erwiesen.
Blondel, geboren 1705 in Rouen, war 35 Jahre älter als seine (zweite) Frau. Er war seit 1755 Mitglied der Académie royale d’architecture. Er war der Verfasser der Archilecture française, arbeitete an der Encyclopédie mit, unterrichtete in seinem Fach mit großem Erfolg. Manon brachte ein ansehnliches Vermögen mit in die Ehe, nämlich über 24.000 livres d’argent an Bargeld, etwa 1000 livres an Renten, davon 300 aus der königlichen Kassette auf Lebenszeit, sowie weitere 300, die sie der Großzügigkeit der Marquise de Pompadour verdankte. Möglicherweise hatte die Ehe Louis Lambert († 5. März 1770) eingefädelt, jener Intendant général des Poste, der, wie Manon in anderen Briefen andeutete, schon einige Male versucht hatte, einen geeigneten Ehemann für sie zu finden.
Das Paar hatte zwei Söhne. Jedoch starb das erste Kind bereits am Tag nach der Geburt, dem 20. November 1761. Der zweite Sohn, Jean Baptiste, geboren im Dezember 1764, setzte die familiäre Baumeistertradition fort. Dabei unterhielt das Paar überaus enge Kontakte zum Pariser Hof.
Beinahe wären sie und Casanova sich noch einmal begegnet, doch als dieser bei Frau Carie Vanloo zum Diner eingeladen war, und er bereits zugesagt hatte, vernahm er, sie erwarte Manon Blondel. Er zog es vor, sich zurückzuziehen. Als er tags darauf in Vanloos Haus war, teilte sie ihm mit, dass Frau Blondel sich dafür bedankte, dass er frühzeitig gegangen war.
Erst 1767 erhielt Blondel eine Wohnung im Louvre, die das Paar sechs Jahre lang, bis zu seinem Tod im Jahr 1774 bewohnte. Manon schickte an den zuständigen Minister ein Schreiben, in dem sie bat, dort bleiben zu dürfen. Doch musste sie sich mit einer Pension von 800 livres begnügen und die Wohnung räumen. In der Folgezeit kümmerten sich zahlreiche Freunde um die Witwe, wie Madame Vanloo, Architekten, Künstler und Schriftsteller wie Julien-David Leroy, der deutsche Maler Johann Christian von Mannlich und der Bühnendichter Michel-Jean Sedaine.
Manon Blondel starb wenige Tage vor dem 18. Dezember 1776 wahrscheinlich an einer Lungenkrankheit, nachdem ihr Mann bereits am 9. Januar 1774 gestorben war. Casanova glaubte, sie sei wegen ihrer Empfindsamkeit und ihrer Leidenschaftlichkeit gestorben, und er trage eine Mitschuld. Ihr genaues Todesdatum lässt sich nicht mehr ermitteln. Eine Vormundschaftsurkunde von Jean-Baptiste Blondel, dem Sohn ihres Ehemanns, vom 18. Dezember, in der Manon Balletti als verstorben angegeben wird, ist hier immerhin Terminus ante quem.